# Peter Petersen (läkare)
Peter Gustav Theodor Petersen, född 31 mars 1902 i Halmstad, död 8 mars 1983 i Lund, var en svensk läkare. 
Petersen, som var son till direktör Kuno Petersen och Ruth Tillman, blev efter studentexamen i Göteborg 1921 medicine kandidat vid Lunds universitet 1927, medicine licentiat 1932 och medicine doktor 1956. Han var amanuens och assistent på fysiologiska institutionen vid Lunds universitet 1925–1936, assistent på flygmedicinska laboratoriet där 1950–1955, lärare i medicinsk fysik 1955–1958 och docent i detta ämne från 1959. Han var universitetsinstrumentmakare och innehavare av Lunds universitets instrumentmakeri 1932–1940, produktionschef på Järnhs Elektriska AB i Stockholm 1940–1945 och innehavare av egen instrumentfirma i Lund 1945–1949. Han författade skrifter i medicinsk fysik. 